# Santa Claus (film, 1959)
Pour les articles homonymes, voir Santa Claus.

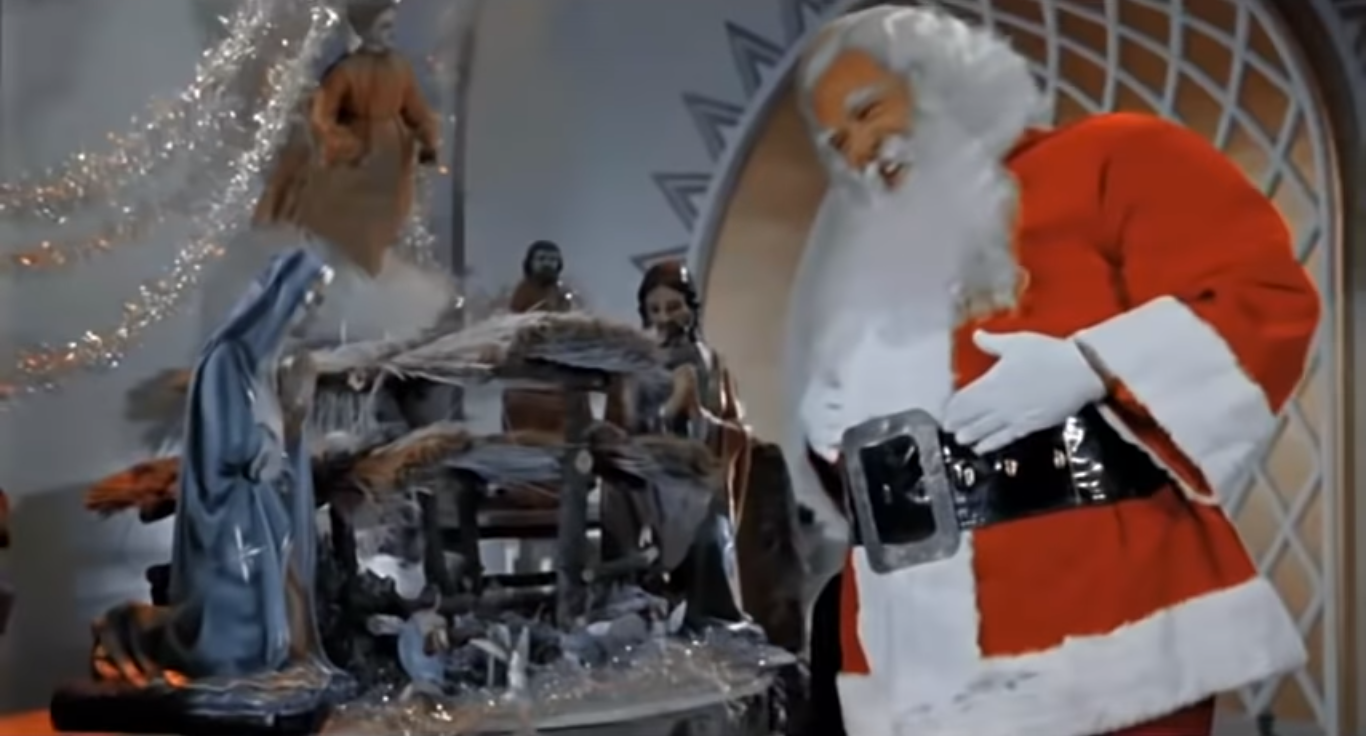
José Elías Moreno dans une scène du film

Santa Claus est un film de Noël mexicain réalisé par René Cardona, sorti en 1959.

## Synopsis
Le 24 décembre, le père Noël prépare sa tournée annuelle dans son château aérien de Toyland. Mais quelque part en enfer, Lucifer charge son démon en chef Pitch de voyager autour du monde afin de retourner les enfants contre le vieil homme.

## Fiche technique
- Titre : Santa Claus
- Réalisateur : René Cardona
- Durée : 97 minutes
- Date de sortie : 1959

## Distribution
- José Elías Moreno : le père Noël

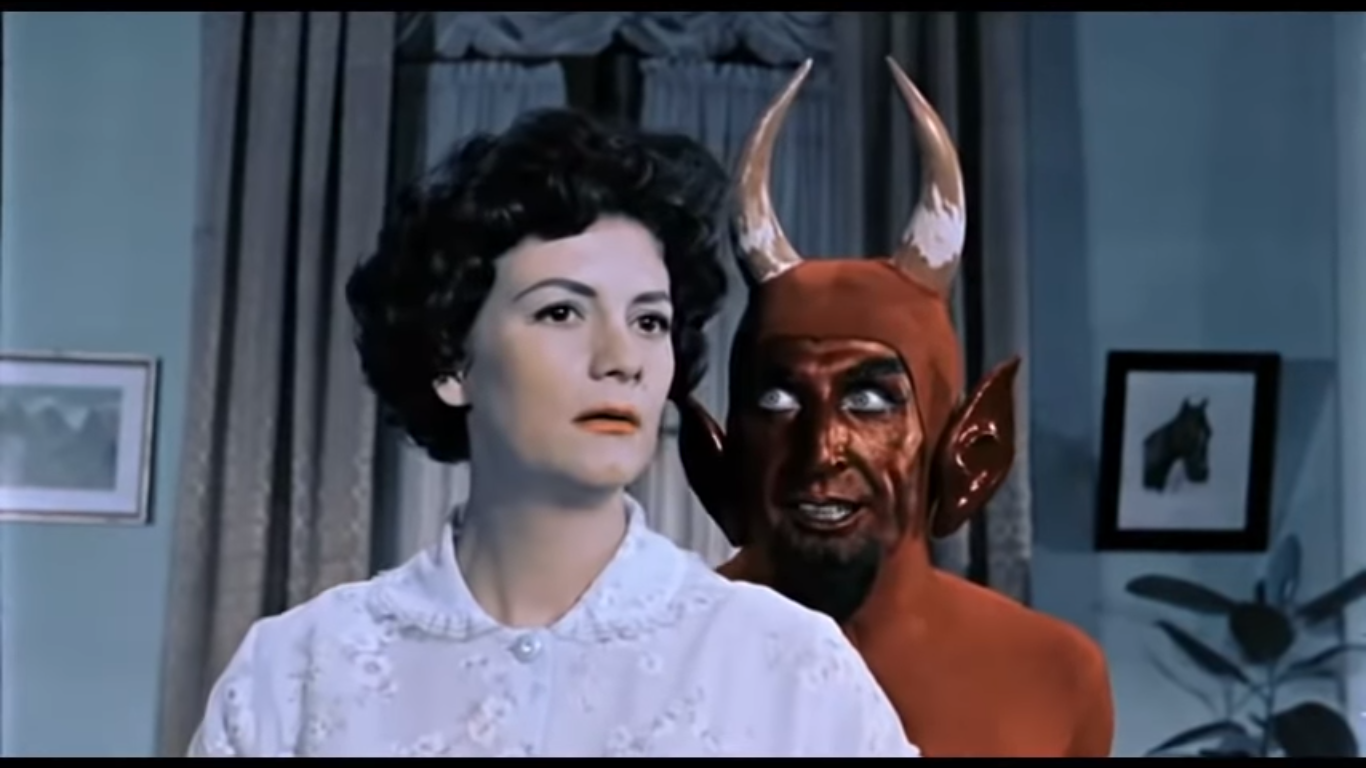
L'actrice mexicaine Queta Lavat dans une scène du film.

- Cesáreo Quezadas (crédité comme Pulgarcito) : Pedro
- José Luis Aguirre : Pitch (Precio)
- Armando Arriola : Merlin
- Lupita Quezadas : Lupita
- Antonio Díaz Conde hijo : Billy
- Ángel Di Stefani : Vulcain
- K. Gordon Murray (noté comme Ken Smith) : le narrateur
- Queta Lavat (en) (non créditée)